# 文学学士 (BLit)
文学学士（縮寫為B.Lit.），是中华人民共和国的高等学校依照《中华人民共和国学位条例》，向满足学士学位授予条件的、以文学为专业领域的本科毕业生授予的学术学位。基本修业年限为四年。
文学本科门类下设专业类三类， 共七十二种专业。专业类为中国语言文学类、外国语言文学类和新闻传播学类共三大专业类。本科专业包括汉语言文学、汉语言、汉语国际教育、中国少数民族语言文学、古典文献学、英语、俄语、德语、法语、翻译、商务英语、新闻学、广播电视学、广告学、传播学、编辑出版学等共七十二种专业。
依照国务院学位委员会《学位授予和人才培养学科目录》，文学学士属独立学位；与哲学、经济学、法学、教育学、管理学、历史学、理学、工学、农学、医学及艺术学学士并列为中国 13 个授予高等学校本科毕业生的学术学位。
与部分国家和地区授予文理艺术各类专业本科毕业生的“Bachelor of Arts”学位不同，中华人民共和国的文学学士学位仅授予主修中外语言文学类或新闻传播学类专业的本科毕业生。

## 下设专业
依照中华人民共和国国务院学位委员会、教育部《普通高等学校本科专业目录》，文学本科门类下设专业类3类， 72种专业。 

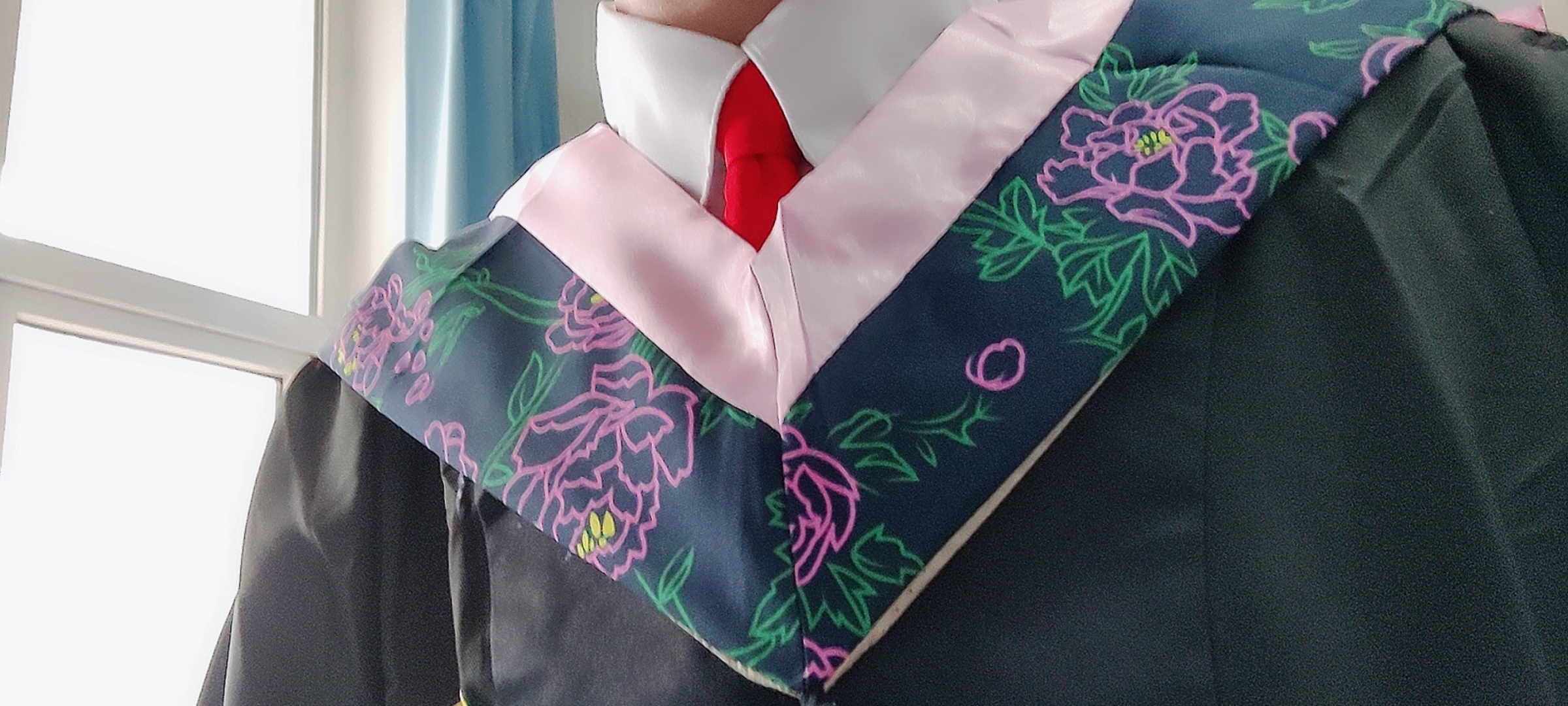
文学学士绶带

### 中国语言文学类
050101 汉语言文学
050102 汉语言
050103 汉语国际教育
050104 中国少数民族语言文学
050105 古典文献学

### 外国语言文学类
050201 英语
050202 俄语
050203 德语
050204 法语
050205 西班牙语
050206 阿拉伯语
050207 日语
050208 波斯语
050209 朝鲜语
050210 菲律宾语
050211 梵语巴利语
050212 印度尼西亚语
050213 印地语
050214 柬埔寨语
050215 老挝语
050216 缅甸语
050217 马来语
050218 蒙古语
050219 僧伽罗语
050220 泰语
050221 乌尔都语
050222 希伯来语
050223 越南语
050224 豪萨语
050225 斯瓦希里语
050226 阿尔巴尼亚语
050227 保加利亚语
050228 波兰语
050229 捷克语
050230 斯洛伐克语
050231 罗马尼亚语
050232 葡萄牙语
050233 瑞典语
050234 塞尔维亚语
050235 土耳其语
050236 希腊语
050237 匈牙利语
050238 意大利语
050239 泰米尔语
050240 普什图语
050241 世界语
050242 孟加拉语
050243 尼泊尔语
050244 克罗地亚语
050245 荷兰语
050246 芬兰语
050247 乌克兰语
050248 挪威语
050249 丹麦语
050250 冰岛语
050251 爱尔兰语
050252 拉脱维亚语
050253 立陶宛语
050254 斯洛文尼亚语
050255 爱沙尼亚语
050256 马耳他语
050257 哈萨克语
050258 乌兹别克语
050259 祖鲁语
050260 拉丁语
050261 翻译
050262 商务英语

### 新闻传播学类
050301 新闻学
050302 广播电视学
050303 广告学
050304 传播学
050305 编辑出版学